# Mockba
Albums de Jean-Louis Murat
Lilith
(2003) Taormina
(2006)
MOCKBA, voire Mockba (graphie latine fantaisiste ayant même apparence que le cyrillique Москва, nom russe de « Moscou » latinisé normalement en « Moskva »), est un album musical de Jean-Louis Murat sorti le 21 mars 2005 sur le label Virgin Records.
Le 10 janvier 2020, l'album est édité pour la première fois en vinyle dans une version remasterisée et agrémentée de cinq titres supplémentaires dont trois inédits.

## Liste des titres de l'album
| No  | Titre                                       | Durée |
| --- | ------------------------------------------- | ----- |
| 1.  | La Fille du capitaine                       | 5:02  |
| 2.  | Foulard rouge                               | 2:47  |
| 3.  | Oh My Love                                  | 3:20  |
| 4.  | La Bacchante (paroles de Béranger)          | 4:03  |
| 5.  | Ce que tu désires (avec Carla Bruni)        | 3:00  |
| 6.  | Et le désert avance                         | 4:54  |
| 7.  | Nixon                                       | 3:08  |
| 8.  | Arrête d'y penser                           | 3:54  |
| 9.  | La Fille du fossoyeur (paroles de Béranger) | 3:45  |
| 10. | Colin-maillard                              | 3:44  |
| 11. | L'Amour et les États-Unis (avec Camille)    | 2:44  |
| 12. | Jeanne la rousse (paroles de Béranger)      | 3:41  |
| 13. | L'Almanach amoureux                         | 5:58  |
| 14. | Winter (florilège)                          | 26:49 |

### Titres bonus réédition vinyle 2020
| No  | Titre                             | Durée |
| --- | --------------------------------- | ----- |
| 15. | Buddy (inédit)                    | 5:39  |
| 16. | Phèdre et les Monts d'Or (inédit) | 2:06  |
| 17. | Avenue de l'Opéra (inédit)        | 7:58  |
| 18. | 1451                              | 3:00  |
| 19. | En amour avec toi (inédit)        | 1:47  |

## Musiciens ayant participé à l'album
- Jean-Louis Murat : chants, chœurs, guitares, mandoline, accordéon, harmonica, piano, Fender Rhodes, Wurlitzer, vibraphone, flûte
- Stéphane Reynaud : batterie, percussions
- Fred Jimenez : basse
- Dickon Hinchliffe : orgue, piano
- Mely Ruben : chœurs (1 et 9)
- Carla Bruni : chœurs (3 et 8)
- The Wrecking Crew : cordes (1, 6 et 10)
- Floriane Bonanni (1er violon), Lise Berthaud (alto), Fabien Boudot, Eve-Marie Caravassilis (violons) : cordes (2, 4, 9 et 13)